# Maulwurf (Agent)
Maulwurf, auch U-Boot, ist ein Agent, Informant oder Agitateur, der in eine Organisation eindringt und dort (verdeckt) Informationen für seine Auftraggeber beschafft oder die Organisation gar im Sinne seiner Drahtzieher beeinflusst, steuert und manipuliert. Man bezeichnet einen Agenten als Schläfer, wenn er erst nach langer inaktiver Zeit in Aktion tritt oder noch nicht in Aktion getreten ist. 

## Spionage
Im Rahmen von verdeckten Operationen oder Ermittlungen ist die Funktion des Maulwurfs, sich in eine Organisation einzuschleichen, getarnt seine Stellung in ihr zu festigen und dort nachrichtendienstliche oder Spionage-Tätigkeit zu betreiben.
Als Schläfer lebt er beispielsweise im Ausland als ganz normale Person und beginnt seine Tätigkeit erst nach Aktivierung durch einen Vorgesetzten. 
Ein Perspektivagent ist ein Agent, der auf einen Einsatz in nachrichtendienstlich interessanten Zielobjekten hinarbeitet. Er wird meist in jungen Jahren angeworben und soll an einer auszuforschenden Stelle Karriere machen. Das bekannteste Beispiel hierfür war der Kanzlerspion Günter Guillaume.

## Politische Tätigkeiten
Im übertragenen Sinne nennt man Maulwurf oder U-Boot eine Person in einer politischen Partei, die im Verborgenen gegen Parteiinteressen und/oder Parteimitglieder arbeitet, z. B. indem sie sich entweder ihrer häufig über Sieg oder Niederlage des Parteimitgliedes entscheidenden Stimme enthält oder für die Opposition stimmt (vgl. den Fall Simonis bei der Wahl des Ministerpräsidenten von Schleswig-Holstein 2005).

## Terrorismus
Wenn von Schläfern im Zusammenhang mit Terroristen gesprochen wird, dann handelt es sich um Mitglieder oder auch um Sympathisanten von Terrororganisationen. Solche Schläfer sollen im Zielland studieren oder einer regulären Arbeit nachgehen, bis sie aktiviert werden.